# Étienne Le Rallic
 (juin 2025).
Étienne Marie Lucien Le Rallic (Angers, 23 mai 1891 - Sorel-Moussel, 3 novembre 1968) est un dessinateur et scénariste, spécialiste des scènes équestres.

## Biographie
Encore mineur, et avec l'approbation de son père, il part pour Paris. Dans le train qui le mène vers la capitale, il rencontre le directeur de la revue Fantasio. Le jeune dessinateur lui montre son travail. M. Staglio est immédiatement convaincu, et lui passe commande pour Le Rire. C'est le début d'une carrière qui s'étend ensuite sur un demi-siècle. Le Rallic débute donc au journal Le Rire en 1910, puis, très vite, il s'illustre dans de nombreux autres journaux satiriques. Il est présent régulièrement au Salon des humoristes, où son humour lui vaut une note élogieuse de Francis Carco.
Il se lance ensuite dans la bande dessinée, dont il est l'un des pionniers en France. Tout en continuant son travail d'illustrateur dans de très nombreux périodiques pour la jeunesse, il collabore avec les grandes maisons d'éditions de l'époque en France : Fayard, Offenstadt, Fleurus, Montsouris… et en Belgique avec Gordinne.
Pendant l'Occupation, il donne des dessins aux illustrés pour la jeunesse Le Téméraire (de tendance collaborationniste) et Ololê.
Parallèlement à sa production de bande dessinée, il illustre des centaines de romans et nouvelles, des recueils de contes et des œuvres érotiques.
Son trait si particulier le place parmi les plus grands illustrateurs de sa génération[réf. nécessaire]. Il décède en 1968, près de Paris, mené une dernière fois par l'un de ses chevaux qu'il affectionnait tant.

## Collaborations dans des journaux et revues
- Allo les jeunes
- Âmes vaillantes
- Aventures films (Artima)
- Bagatelle
- La Baïonnette
- Bob et Bobette
- Le Bon Point amusant
- Buffalo Bill
- Cadet Journal
- Cap'taine Sabord
- Cœurs Vaillants
- Coq hardi
- Creek
- Diabolo journal
- Dynamic
- L'Épatant
- Fantasio
- Far-West
- Fillette
- France-Soir Jeudi
- Fripounet et Marisette
- Guignol
- Hurrah !
- L'Indiscret
- L'Intrépide
- Jeunes Frimousses
- Joe Texas
- Lili
- Lisette
- Midinette
- Mireille
- Mon Dimanche
- Nano et Nanette
- Le Noël
- Nos loisirs
- O lo lê
- Pages Folles
- Paris Plaisir
- Le Pêle Mèle
- Le Pèlerin
- Le Petit Illustré amusant
- Le Petit Vingtième
- Petits Belges
- Pic et Nic
- Pierrot
- Le Régimen
- Le Rire
- Rustica
- Sciences et Voyages
- La Semaine de Suzette
- Le Sourire
- Le Téméraire
- Tim l'Audace
- Tintin (édition belge)
- Vaillance
- Vengeur
- La Vie de garnison
- La Vie parisienne
- Wrill

## Publications
- Sans date : La Cavalière du Texas, éd. Chagor/Gordinne
- Sans date : Corsaire des îles, texte de J. de Seisses, éd. Chagor/Gordinne
- Sans date : Gai gai amusons-nous !, dessin Pinchon, Le Rallic et Mat, éd. SPE
- Sans date : Jojo cow-boy, Éditions de Montsouris
- Sans date : Yan Keradec T.1 Les Foulards noirs, éd. Chagor/Gordinne
- Sans date : Yan Keradec T.2 Le Coffret de cuir, éd. Chagor/Gordinne
- Sans date : Yan Keradec T.3 Le Poignard d'or, éd. Chagor/Gordinne
- Sans date :Un Spahi. Album L. Dejoie
- Sans date: Trèfle rouge, de Henri Guesdon et Jean Delancray, éd. Lahure 9 rue Fleurus Paris, collection Fleurus
- 1931 : KETT Journal d'un Chimpanzé de Ferdinand-Antoine Ossendowski, éd. Albin Michel
- 1924 : La Crise du logement (h. Le pèlerin) (source : Musée de l'Histoire de l'Immigration Paris)
- 1935 : Les Premières Aventures de Flic et Piaff, scénario Marijac, éd. Chagor/Gordinne
- 1937 : " Joffre - Foch " de Paul de Trembly, Édition Gordinne, Liège
- 1941 :  L'Île des singes bleus, éd. Chagor/Gordinne
- 1943 : Le Vengeur de la Marie-Jeanne, éd. Littéraires et Art.
- 1945 : La Protégée de d'Artagnan, Texte Gabriel Fersen, éd. SAETL Paris
- 1946 : Bernard Chamblet dans la tourmente, éd. Chagor/Gordinne
- 1947 : Firmin dans la tourmente, Texte S. Sivergnat, éd. Fleurus
- 1947 : Bernard Chamblet dans le maquis, éd. Chagor/Gordinne
- 1948 : Bernard Chamblet à la Libération, éd. Chagor/Gordinne
- 1948 : Le Poignard d'or, éd. Chagor/Gordinne
- 19?? : Bernard Chamblet en mission au pays jaune, éd. Chagor/Gordinne
- 1949 : Le Seigneur d'Ahaggar, éd. Chagor/Gordinne
- 1956 : Saint Louis, dessin Le Rallic et Rigot, scénario G. Veuillot, collection Belles histoires et belles vies, éd. Fleurus
- 1977 : Jojo le cow-boy et L'homme aux mains d'acier, Sélection Curiosity magazine 1, éd. Michel Deligne
- 1977 : Teddy Bill défenseur des frontières T.1, Sélection Curiosity magazine 2, éd. Michel Deligne
- 1977 : Teddy Bill défenseur des frontières T.2, Sélection Curiosity magazine 3, éd. Michel Deligne
- 1977 : Leclerc soldat de légende, Sélection Curiosity magazine 4, éd. Michel Deligne
- 1977 : La Flèche du soleil, Sélection Curiosity magazine 5, éd. Michel Deligne
- 1977 : Alerte dans la prairie, Sélection Curiosity magazine 6, éd. Michel Deligne
- 1977 : Le chevalier à l'églantine, scénario Marijac, éd. Glénat
- 1977 : Poncho Libertas T.1, scénario Marijac, éd. Glénat
- 1978 : Poncho Libertas T.2 L'affaire Petit Cactus, scénario Marijac, éd. Glénat
- 1979 : Poncho Libertas T.3 Échec au tyran, scénario Marijac, éd. Glénat
- 1979 : Cadet Rousselle, Scénario : J. Halain et J.P. Lacroix, éd. Haga
- 1979 : Capitaine Flamberge, scénario Marijac, éd. Glénat
- 1979 : Un sourire coquin, collection Humour Rétro, Déesse éditions
- 2010 : Bernard Chamblet, réédition intégrale des 4 albums parus chez Gordinne, éd. Noir Dessin Production

### Autres
- Constant Moreau : Contes d'un brigadier aux enfants de France Albin Michel 1937

### Sous le pseudonyme de R. Fanny
- Curiosa : Armand du Loup : Douze voluptés du Fouet, Éditions Prima, Paris, 1938, douze illustrations hors-texte de R. Fanny